# Armand Jacquey
Pour l’article ayant un titre homophone, voir Armand Jacquet.
Pour les articles homonymes, voir Jacquey.
Armand Victor Jacquey, dit Armand Jacquey, né le 15 novembre 1834 à Mont-Louis (Pyrénées-Orientales) et mort le 1er décembre 1921 à Mont-de-Marsan (Landes), est un général et homme politique français nationaliste et antisémite.

## Biographie

### Carrière militaire
Il entre à l'école militaire spéciale de Saint-Cyr à 18 ans, le 10 novembre 1852, et en sort le 1er octobre 1854, après y avoir porté les galons de caporal, et arrivant comme sous-lieutenant au 38e régiment de ligne. Lieutenant le 30 mai 1860, capitaine le 24 décembre 1866, toujours au même régiment, il y occupe les fonctions de capitaine adjudant-major quand la guerre franco-allemande de 1870 éclate. Classé capitaine au 90e régiment de marche, le 21 février 1871, il est affecté au 90e régiment d'infanterie le 3 septembre 1871 et à la fin de la guerre il est décoré de l'ordre national de la Légion d'honneur (15 juillet 1875).
Nommé chef de bataillon au 9e régime d'infanterie le 25 mars 1875, il se fait affecter avec le même grade et la même année, à la suite de violentes inondations à Agen, les 24 et 25 juin 1875, il reçoit une médaille d'honneur pour acte de courage et de dévouement en or de 1re classe en remerciement de son action. En 1876, il est affecté au 2e régiment de tirailleurs algériens puis est nommé lieutenant-colonel, en 1883, au 64e de ligne, puis au 18e et au 34e régiment d'infanterie. Il commande comme colonel successivement deux régiments d'infanterie, celui de la 70e brigade, à la caserne Bosquet de Mont-de-Marsan.
Outre les campagnes menées contre l'Allemagne, Jacquey compte six campagnes en Algérie dont une, en 1881, lors l'expédition du Sud-Oranais, contre Bouamama et se distingue le 19 mai 1881 durant le combat de Chellala. Quelques jours plus tard, il est nommé officier de la Légion d'honneur.
Après avoir été colonel en 1887 (6 mai), au 70e, à Vitré, puis au 43e, à Lille, et commandeur en 1894, Jacquey est placé, le 15 novembre 1896, dans la section de réserve du cadre de l'état-major général de l'armée et décide de se fixer à Mont-de-Marsan, lieu de son dernier commandement militaire.

### Carrière politique
Il se présente dans les Landes aux élections législatives de 1898 comme "Républicain libéral" ("Républicain indépendant") et se fait élire avec le soutien des journaux monarchistes et radicaux-socialistes. À la suite de son élection par 7,823 voix contre 6,165 pour son concurrent, il rejoint le Groupe antijuif, dont il devient vice-président. La même année, bien qu'antisémite, il se prononce pour la révision du procès de l'affaire Dreyfus :
"Je crois en la culpabilité de Dreyfus, mais je crois aussi à l'irrégularité de la procédure suivie pour obtenir sa condamnation. Le grand tort de ses partisans a été de nous obliger à choisir entre l'armée et lui".
Il est réélu aux élections législatives de 1902 par 8,274 voix contre 6,170 pour son concurrent. Siégeant  parmi les Républicains nationalistes, il est encore réélu élections législatives de 1906, où il obtient 8.238 suffrages contre 3.982. Il n'est pas en élu en 1910 (6.574 voix contre 7.136) et quitte la vie publique. Il meurt à Mont-de-Marsan en 1921 à l'âge de 87 ans.

## Distinctions
- Chevalier de la Légion d'honneur (15 juillet 1875)
- Médaille d'honneur pour acte de courage et de dévouement (1875)
- Officier de la Légion d'honneur (1881)